# هنر برنامه‌نویسی رایانه
هنر برنامه‌نویسی رایانه (به انگلیسی: The Art of Computer Programming) که به اختصار TAOCP نامیده می‌شود کتابی است جامع دربارهٔ مفاهیم برنامه‌نویسی برای رایانه که توسط دونالد کنوت نوشته شده‌است. این کتاب دربارهٔ الگوریتم‌های کامپیوتری و تحلیل‌های آن نوشته شده‌است. نگارش این کتاب در سال ۱۹۶۲ به صورت یک تک کتاب با دوازده فصل در ذهن کنوث نقش بست. سه کتاب از هفت کتابی که قرار بود به چاپ برسد، در سال‌های ۱۹۶۸، ۱۹۶۹ و ۱۹۷۳ به چاپ رسید.
اولین بخش از کتاب چهارم (به صورت یک جزوهٔ مستقل یا paperback fascicle) در سال ۲۰۰۵ منتشر شد، نسخهٔ اصلی کتاب که به صورت یک کتاب مرجع (hardback) در سال ۲۰۱۱ منتشر شد.

## استفاده از زبان اسمبلی در کتاب
همهٔ مثال‌های این کتاب با زبان اسمبلی MIX نوشته شده‌است. این زبان بر روی ماشین فرضی MIX که توسعه داده شده توسط خود کنوت است، اجرا می‌شود. اگر چه بیشتر خوانندگان از روبرو شدن با زبان اسمبلی دل خوشی ندارند اما کنوث استفاده از این زبان را به این خاطر مهم می‌داند که قضاوت در خصوص الگوریتم از روی سرعت و بهره‌برداری آن‌ها از حافظه صورت می‌پذیرد و این زبان بعد از زبان ماشین سریع‌ترین راه اجرای کد در ماشین است.

## نقدها
این کتاب از سوی American Scientist اولین و بهترین کتاب علوم کامپیوتر در میان صد کتابی که قرن علوم را شکل داده‌اند برگزیده شده‌است.

## نسخه ها
- Volume 1 – Fundamental Algorithms (chapters 1 and 2)
- Volume 2 – Seminumerical Algorithms (chapters 3 and 4)
- Volume 3 – Sorting and Searching (chapters 5 and 6)
- Volume 4 – Combinatorial Algorithms (chapters 7 and 8)
  - Volume 4A – Enumeration and پس‌گرد (الگوریتم) (chapter 7 part 1)
  - Volume 4B – Graph and Network Algorithms, in preparation (chapter 7 part 2)
  - Volumes 4C and maybe 4D and 4E – Optimization and Recursion, in preparation (chapter 7 continued and chapter 8)
- Volume 5 – Syntactic Algorithms, planned (as of 2011, estimated in 2020) (chapters 9 and 10)
- Volume 6 – Theory of Context-Free Languages, planned
- Volume 7 – مترجم (رایانه) Techniques, planned